# Difenilcloroarsina
Difenilcloroarsina, ou DA, é um organoarsênico formulado em ([CH]5C)2AsCl. Apresenta um forte caráter Apolar. DA possui uma boa persistência em ambiente a média em ambiente. É um agente de vomito muito utilizado pela sua ótima e rápida ação. Tóxico, usado na forma de um gás venenoso militar. A descontaminação é partir da dissolução do material contaminado em uma solução de água e Carbonato de sódio.